# Ame-no-nuboko
Ame-no-nuboko o Ama-no-nuboko (天沼矛 (en el Kojiki), 天之瓊矛 o 天瓊戈 (en el Nihonshoki?   ”alabarda celestial del pantano” (en el Kojiki), ”alabarda celestial con joyas” (en el Nihonshoki)) es el nombre de una lanza mencionada en la mitología japonesa. 

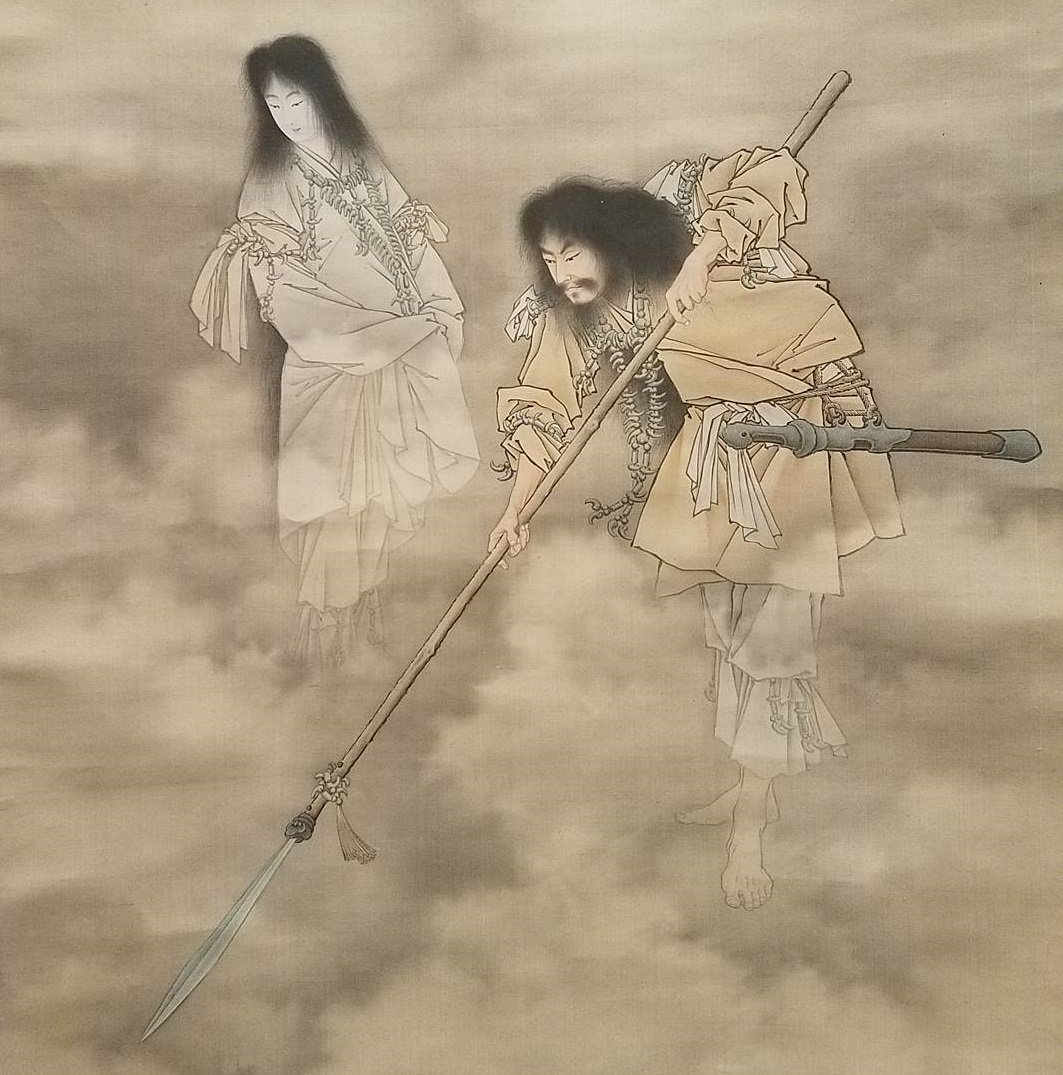
Izanagi (derecha) e Izanami (izquierda) consolidando la Tierra con la lanza Ama-no-Nuboko. Pintura de Eitaku Kobayashi (era Meiji).

Según el Kojiki, la pareja de dioses Izanagi e Izanami recibieron la orden de los otros dioses primordiales (Kotoamatsukami) de consolidar y dar forma a la Tierra, que en ese momento era una masa informe y blanda; y recibieron la lanza Ame-no-nuboko. Luego, Izanagi e Izanami llegaron al puente celestial flotante llamado Ame-no-ukihashi (天浮橋?) y usando la lanza revolvieron la masa caótica y al levantarla de un extremo salió agua salada que al caer se coaguló y dio origen a la primera isla llamada Onogoro-shima ( 淤能碁呂島?). Posteriormente, ambos dioses bajaron a la isla, llegaron a contraer matrimonio y dieron origen a Japón y a una cantidad innumerable de dioses.

Referencias.
Se hace mención de Ame-no-nuboko en el capítulo 120 del manga Mato Seihei no Slave, en el nombre de una técnica especial de la diosa del trueno Fukuma.